# Медведица (Рамешковский район)
Медведица — деревня в Рамешковском районе Тверской области. Входит в состав сельского поселения Застолбье.

## История
В 1964 г. Указом Президиума ВС РСФСР деревня Святое переименована в Медведица.

## Население
| 1859 | 1936 | 1989 | 2002 | 2008 | 2010 |
| ---- | ---- | ---- | ---- | ---- | ---- |
| 152  | ↗168 | ↘26  | ↘18  | ↘17  | ↘10  |